# Chemistry of Consciousness
Chemistry of Consciousness är det femte studioalbumet av det amerikanska black metal/thrash metal-bandet Toxic Holocaust, utgivet i oktober 2013 av skivbolaget Relapse Records.

## Låtlista
1. "Awaken the Serpent" – 1:38
2. "Silence" – 2:12
3. "Rat Eater" – 3:49
4. "Salvation Is Waiting" – 2:49
5. "Out of the Fire" – 2:54
6. "Acid Fuzz" – 2:31
7. "Deny the Truth" – 2:18
8. "Mkultra" – 2:07
9. "I Serve..." – 2:30
10. "International Conspiracy" – 2:32
11. "Chemistry of Consciousness" – 2:53

- Text och musik: Joel Grind

## Medverkande
Musiker (Toxic Holocaust-medlemmar)
- Joel Grind – sång, gitarr
- Phil Gnaast (Phil Zeller) – basgitarr
- Nikki Rage (Nick Bellmore) – trummor

Produktion
- Joel Grind – ljudtekniker
- Nikki Rage – ljudtekniker
- Kurt Ballou – ljudmix
- Brad Boatright – mastering
- Andrei Bouzikov – omslagskonst